# عبد الله بن أحمد باسودان
عبد الله بن أحمد باسودان (1178 - 1266 هـ) فقيه ومتصوف حضرمي له معرفة بالأدب والشعر. كان بالخريبة مقصد الزائرين والمستفتين من سائر النواحي لأخذ العلم منه. وكانت له ترددات في نواحي حضرموت كلها في سبيل الله والنفع والانتفاع الديني والعلمي والصوفي. وله ديوان شعر في النوعين القريضي والحميني.

## نسبه
عبد الله بن أحمد بن عبد الله بن محمد بن عبد الرحمن باسودان من ذرية عمر بن محمد أبي النشوات الذي ينتهي نسبه إلى الصحابي المقداد بن الأسود الكندي.

## مولده ونشأته
ولد في ريدة الديّن ببادية دوعن في حضرموت سنة 1178 هـ عند أخواله من آل بامسدوس. كان والده يملك أموالا زراعية في الريدة في مكان يقال له الميراد وخشي أن يرغب ابنه عبد الله إذا كبر في حياة البادية، فباع تلك الأموال وذهب بابنه إلى بلده الخريبة ليقرأ القرآن ويلتحق بحلقات العلم فيها. ثم ذهب عبد الله إلى نواحي دوعن وغيره في سبيل التوسعات الثقافية في مختلف العلوم والفنون النقلية والعقلية. وكان عميق النزعة العلوية مندمجا في العلويين حتى كان صورة مصغرة من صورهم هيئة وطريقة وسيرة كمتأثر شديد التأثر بحياتهم العلمية والدينية والصوفية.

## شيوخه
وأما مشايخه الذين عليهم دراساته ومأخوذاته نذكر منهم:
| - عمر بن عبد الرحمن البار - عيدروس بن عبد الرحمن البار - عمر بن زين بن سميط - عبد الرحمن بن محمد بن سميط - سقاف بن محمد الجفري - أحمد بن حسن الحداد | - عمر بن أحمد الحداد - حامد بن عمر المنفر - عبد الرحمن بن حامد المنفر - علي بن شيخ بن شهاب الدين - عمر بن سقاف السقاف - شيخ بن محمد الجفري | - جعفر بن محمد العطاس - حسين بن عبد الله بن سهل - طاهر بن حسين بن طاهر - عبد الله بن أحمد بافارس باقيس - عبد الرحمن بن سليمان الأهدل - أحمد بن علي البحر القديمي | - عمر بن عبد الرسول العطار - محمد بن صالح الريس - محسن بن علوي مقيبل - علي بن محمد البيتي - أحمد بن علوي جمل الليل - علي بن عبد البر الونائي |

## تلاميذه
له طوائف من التلاميذ والمريدين وموفور المتخرجين في الفقهيات وغيرها إلى الصوفيات، وعندما نمر على مجموعهم نذكر:
| - ابنه محمد بن عبد الله باسودان - ابنه أحمد بن عبد الله باسودان - صالح بن عبد الله العطاس - عبد الله بن عمر بن يحيى | - أحمد بن عبد الله البار - حسين بن محمد البار - عبد الرحمن بن علي السقاف - عمر بن أحمد الجيلاني - أحمد بن محمد المحضار | - علوي بن زين الحبشي - عبد الرحمن بن محمد بن شهاب الدين - عبد الله بن طه الحداد - طاهر بن عمر الحداد - عيدروس بن عمر الحبشي - مهدي بن محسن الحامد | - عبد الله بن حسين بلفقيه - أحمد بن عمر باذيب - عبد الله بن أبي بكر بايوسف - حسن بن فارس باقيس |

## أعماله
فتح رباطه (رباط الخريبة) في مسجد أجداده جامع الخريبة، وأعاد بناءه ووسعه سنة 1213 هـ على نفقة السادة آل الكاف، ثم وسعه وبنى على سطحه غرفا لطلبة العلم على نفقة السادة آل باهارون سنة 1250 هـ. وكان هذا الرباط من أشهر دور العلم بوادي حضرموت. يتوفر فيه لطالب العلم السكن والإعاشة والدراسة، وقصده طلاب من تريم وشبام ومن حبان وبيحان وغيرها، وتخرج منه جُل العلماء من أهل القرن الثالث والرابع عشر الهجري. وهو الذي قام بجمع (حضرة باسودان) التي تشتمل على مجموعة أذكار وقصائد دُعائية وابتهالية تقرأ كما هي العادة منذ تأسيسها في حياته كل يوم ثلاثاء بوادي دوعن ونواحي حضرموت وعدة من الأقطار الإسلامية في الحجاز وجنوب شرق آسيا وشرق أفريقيا.

## مؤلفاته
ومن أعماله التأليفية:
| - «ذخيرة المعاد بشرح راتب الإمام الحداد» - «لوامع الأنوار بشرح رشفات السادة الأبرار» - «ضوء المصباح في فقه النكاح» - «زيتونة الإلقاح شرح ضوء المصباح في فقه النكاح» - «فيض الأسرار شرح سلسلة الحبيب عمر بن عبد الرحمن البار» - «حدائق الأرواح في بيان طرق أهل الهدى والصلاح» - «تعريف التيقظ والانتباه لما يقع في مسائل الكفاءة من الاشتباه» - «تنفيس الخواطر بشرح خطبة الحبيب طاهر» - «الفتوحات العرشية بشرح الأبيات الحبشية» - «الذخائر الفاخرة في مصالح الدنيا والآخرة» - «الإفصاح عن أحكام النكاح» - «التوشيحات الجوهرية بشرح الخطبة الطاهرية» | - «لمحة اللحاظ ومنحة الإيقاظ» - «الأنوار اللامعة والتتمات الواسعة للرسالة الجامعة والتذكرة النافعة» - «بهجة النفوس في ترجمة الشيخ محمد بامشموس» - «جالية الأكدار وجالية المسار» - «ثبت الأسانيد» - «جواهر الأنفاس في مناقب علي بن حسن العطاس» - «سمط العقيان شرح منظومة رياض الصبيان» - «عدة المسافر وعمدة الحاج والزائر» - «كشح المذام الرعونية عن طغام الديار الدوعنية» - «منح الفتاح بشرح أذكار المساء والصباح» - «الموارد الهنية في جمع الفوائد الفقهية» - «ديوان شعر» |

## وفاته
توفي ليلة الثلاثاء في السابع من شهر جمادى الأولى سنة 1266 هـ بالخريبة، ومدفنه بها مشهور في داخل المدرسة الواقعة بقرب جامع الخريبة وعليه تابوت وقبة كبيرة يؤمها الزائرون من كل مكان باستدامة.

### استشهادات
1. ↑  الزركلي، خير الدين (2002). الأعلام (PDF). بيروت، لبنان: دار العلم للملايين. ج. الرابع. ص. 70. مؤرشف من الأصل (PDF) في 2021-07-30.
2. ↑  الحداد، علوي بن طاهر (1438 هـ). الشامل في تاريخ حضرموت ومخالفيها. عمّان، الأردن: دار الفتح. ص. 584. {{استشهاد بكتاب}}: تحقق من التاريخ في: |تاريخ= (مساعدة)
3. ↑  السقاف، عبد الله بن محمد (1357 هـ). تاريخ الشعراء الحضرميين. الإسكندرية، مصر: مطبعة الرشديات. ج. الثالث. ص. 75. {{استشهاد بكتاب}}: تحقق من التاريخ في: |تاريخ= (مساعدة)
4. ↑  الحبشي، عيدروس بن عمر (2009). عقد اليواقيت الجوهرية. تريم، اليمن: دار العلم والدعوة. ج. الأول. ص. 732.
5. ↑  باكثير، عبد الله بن محمد (1405 هـ). رحلة الأشواق القوية إلى مواطن السادة العلوية. ص. 148. مؤرشف من الأصل في 9 أغسطس 2018. {{استشهاد بكتاب}}: تحقق من التاريخ في: |تاريخ= (مساعدة)
6. ↑  باسودان، عبد الله بن أحمد (2012). حضرة باسوادن (PDF). الخريبة، اليمن: مركز دوعن العلمي للدراسات والنشر.
7. ↑  زبارة، محمد بن محمد. نيل الوطر من تراجم رجال اليمن في القرن الثالث عشر الهجري (PDF). صنعاء، اليمن: مركز الدراسات والأبحاث اليمينة. ج. الثاني. ص. 60.
8. ↑  كحالة، عمر رضا (1993). معجم المؤلفين (PDF). بيروت، لبنان: مؤسسة الرسالة. ج. الثاني. ص. 225. مؤرشف من الأصل (PDF) في 2022-06-24.
9. ↑  الحبشي، عيدروس بن عمر (1998). منحة الفتاح الفاطر بذكر أسانيد السادة الأكابر (PDF). تريم، اليمن: دار الفقيه. ص. 105. مؤرشف من الأصل (PDF) في 2023-10-11.
10. ↑  السقاف، عبد الرحمن بن عبيد الله (2005). إدام القوت في ذكر بلدان حضرموت. بيروت، لبنان: دار المنهاج. ص. 317.